# قلعه بودیام
قلعه بودیام (به انگلیسی: Bodiam Castle) یک قلعه خندقی قرون وسطایی مربوط به سده چهاردهم میلادی است که نزدیک رابرتزبریج در ساسکس شرقی در انگلستان واقع است. این قلعه در سال ۱۳۸۵ میلادی توسط سر ادوارد دالن‌گریگه، شوالیه سابق ادوارد سوم، با کسب مجوز ریچارد دوم ساخته شد. از ظواهر امر چنین پیدا است که برای دفاع از منطقه در برابر تهاجم فرانسه در جریان جنگ صدساله ساخته شده است.

## نگارخانه

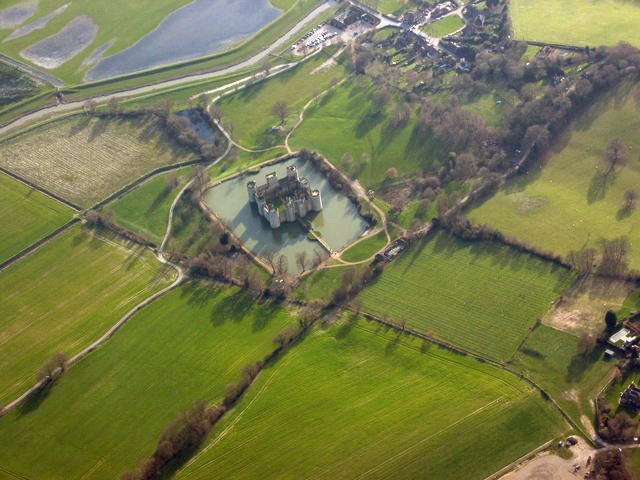
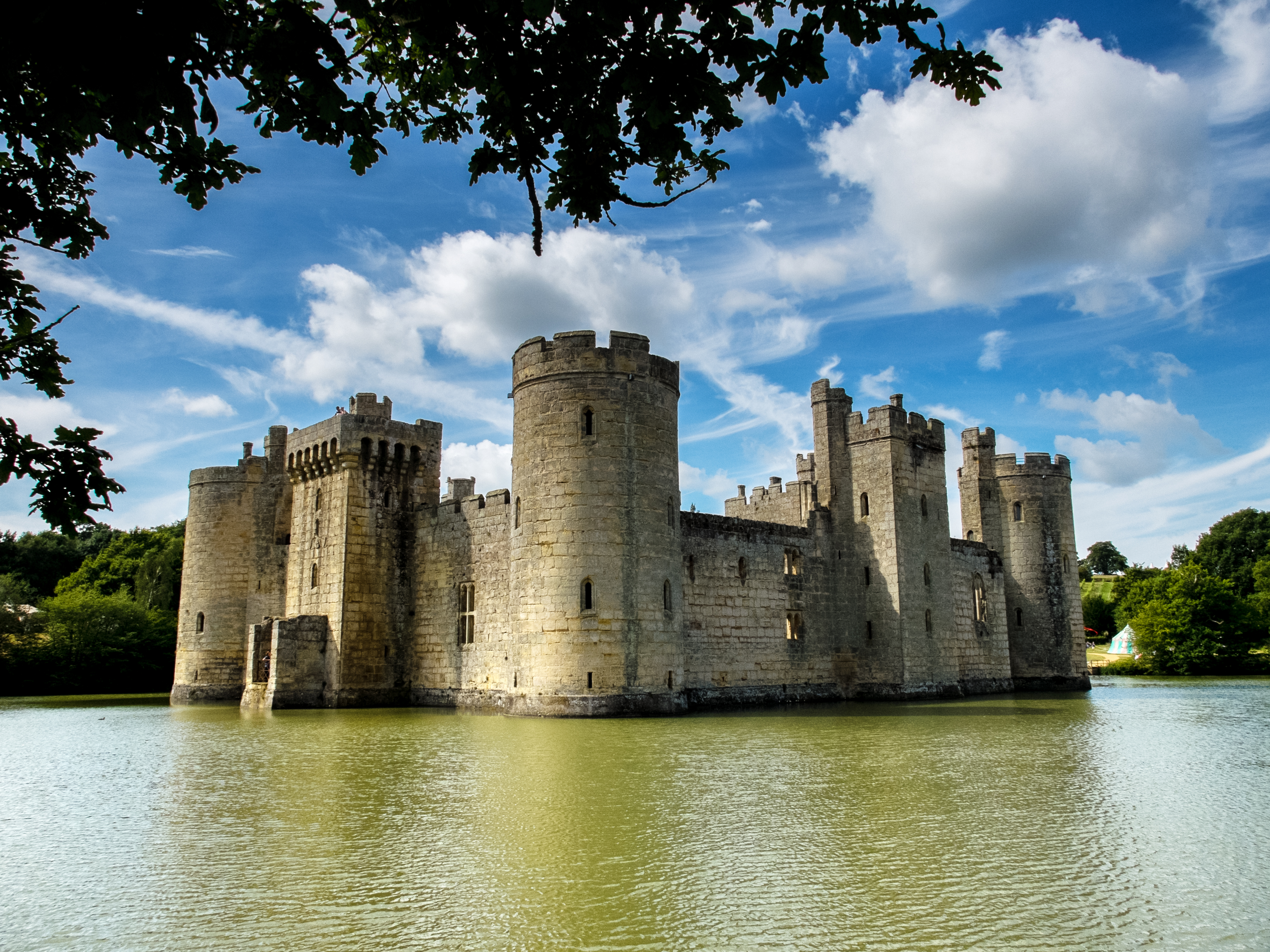
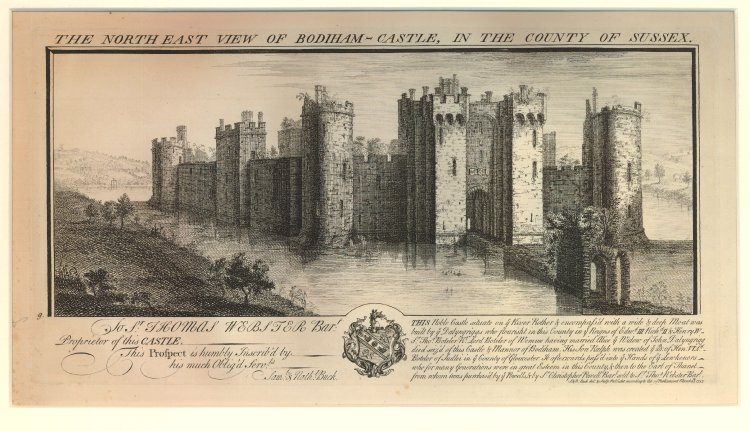
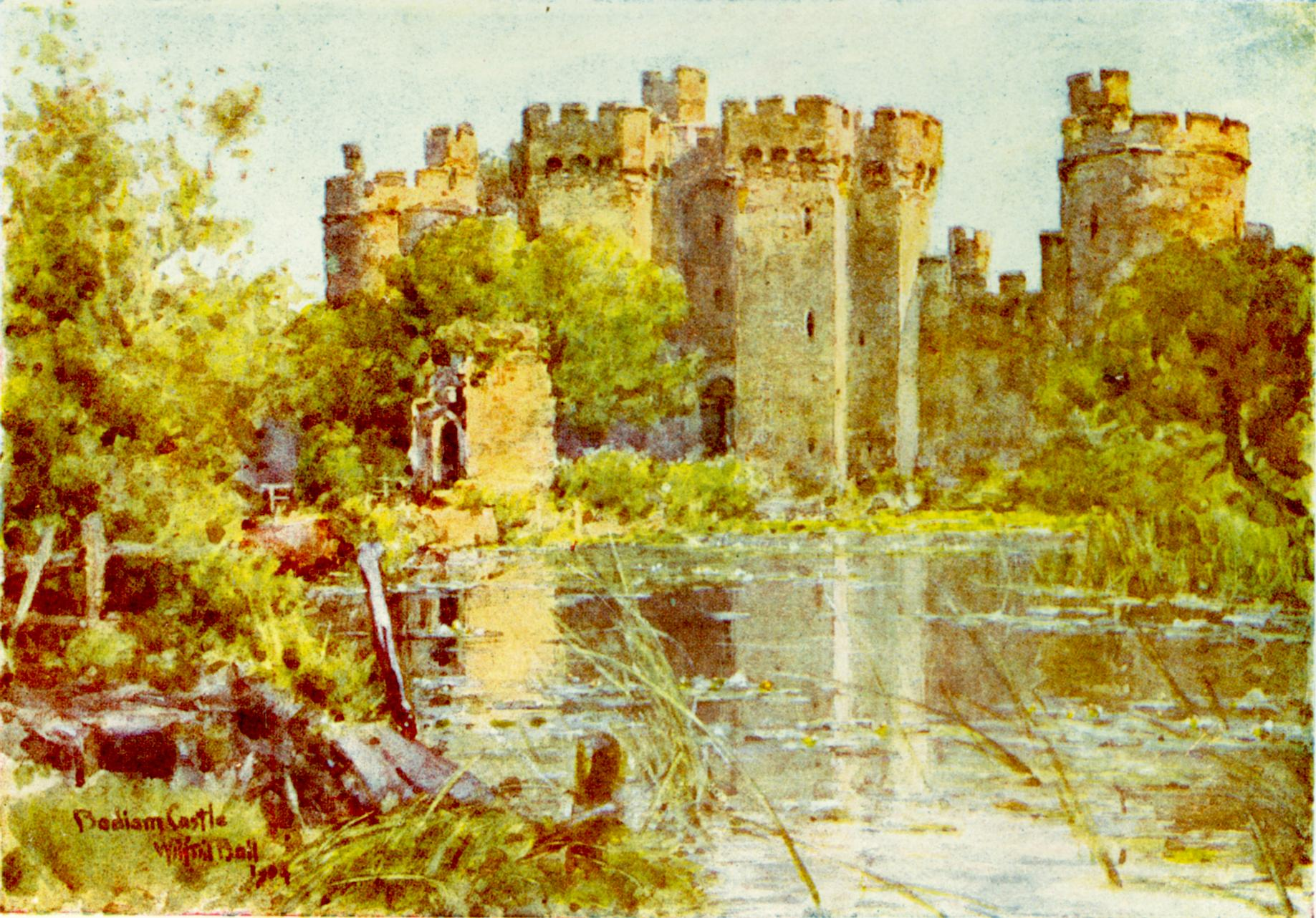
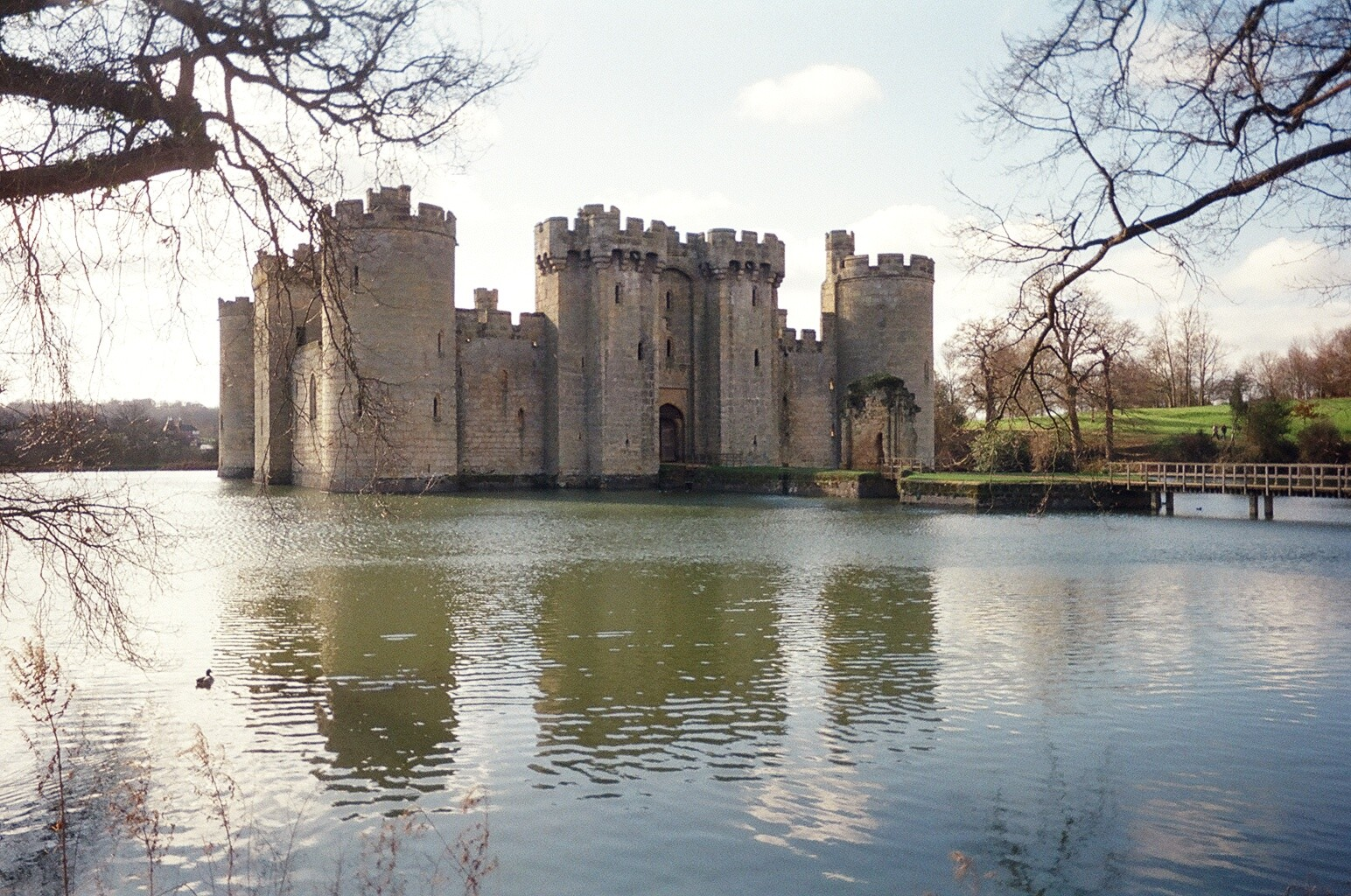
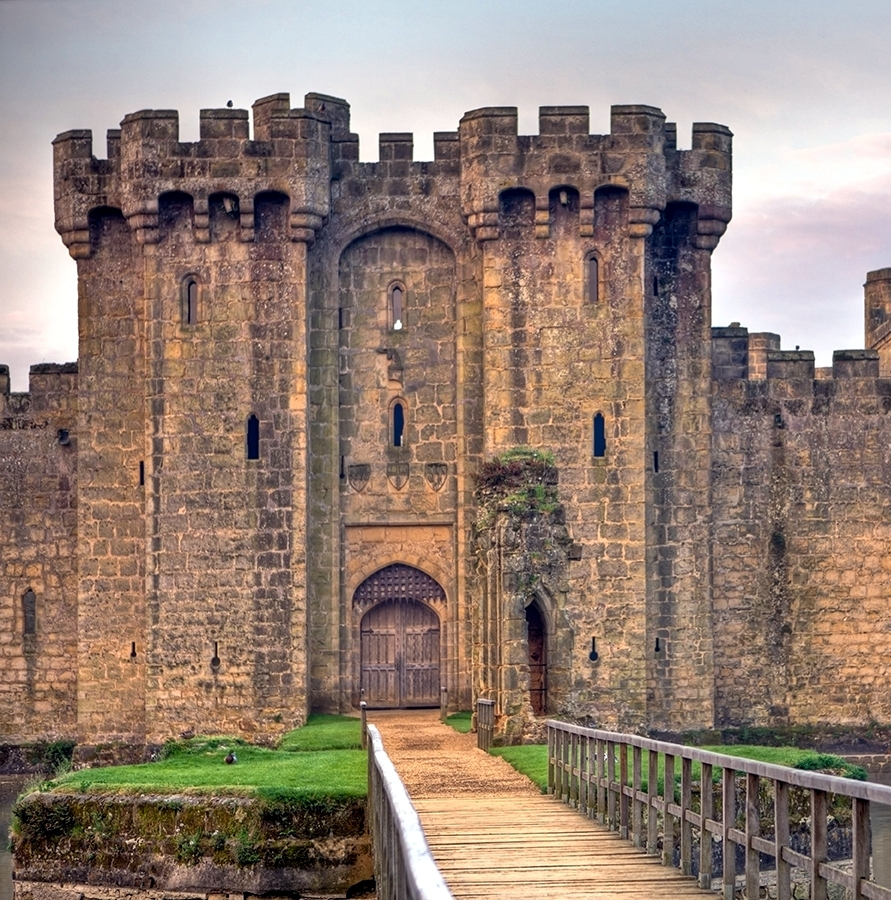
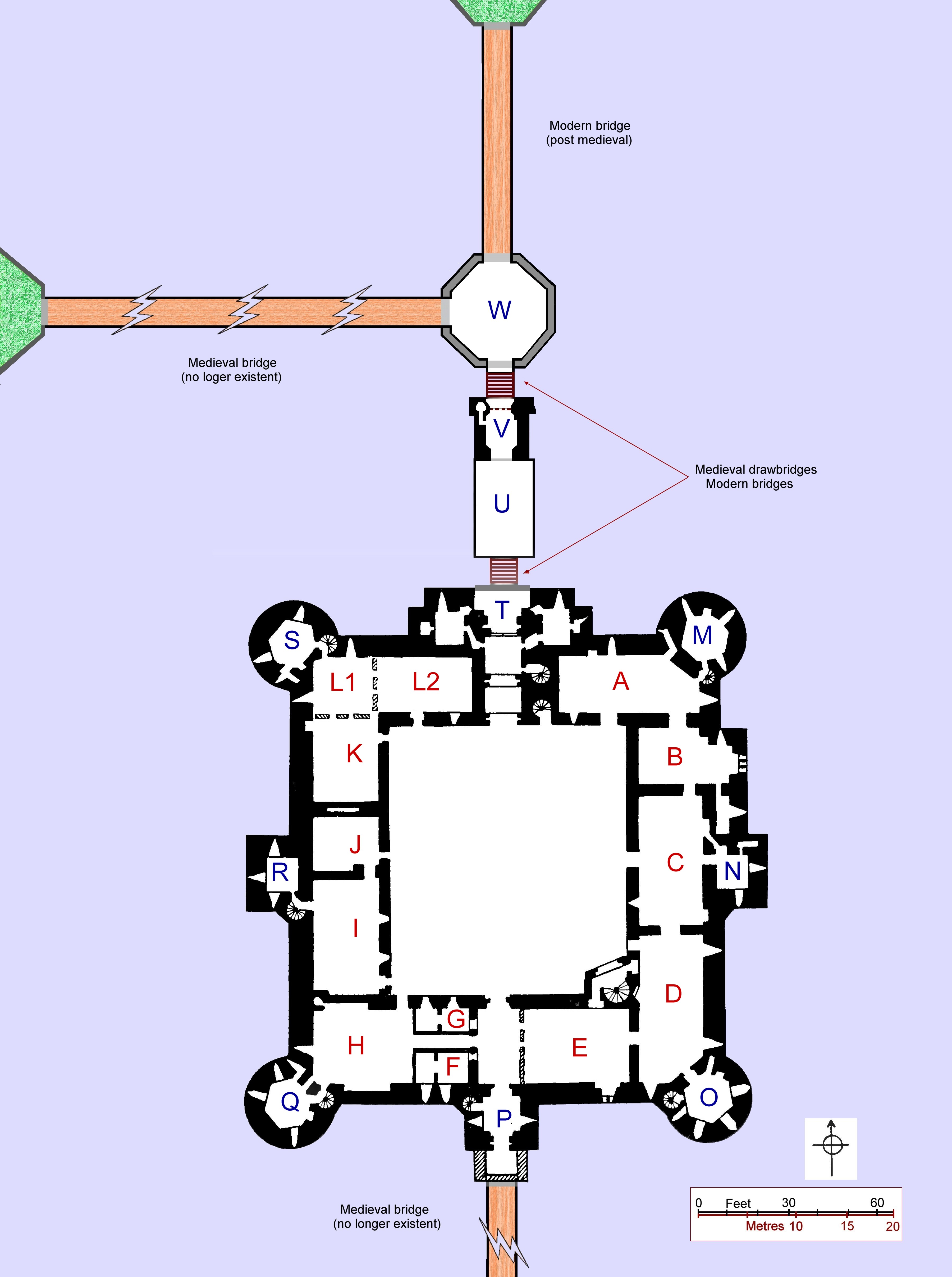
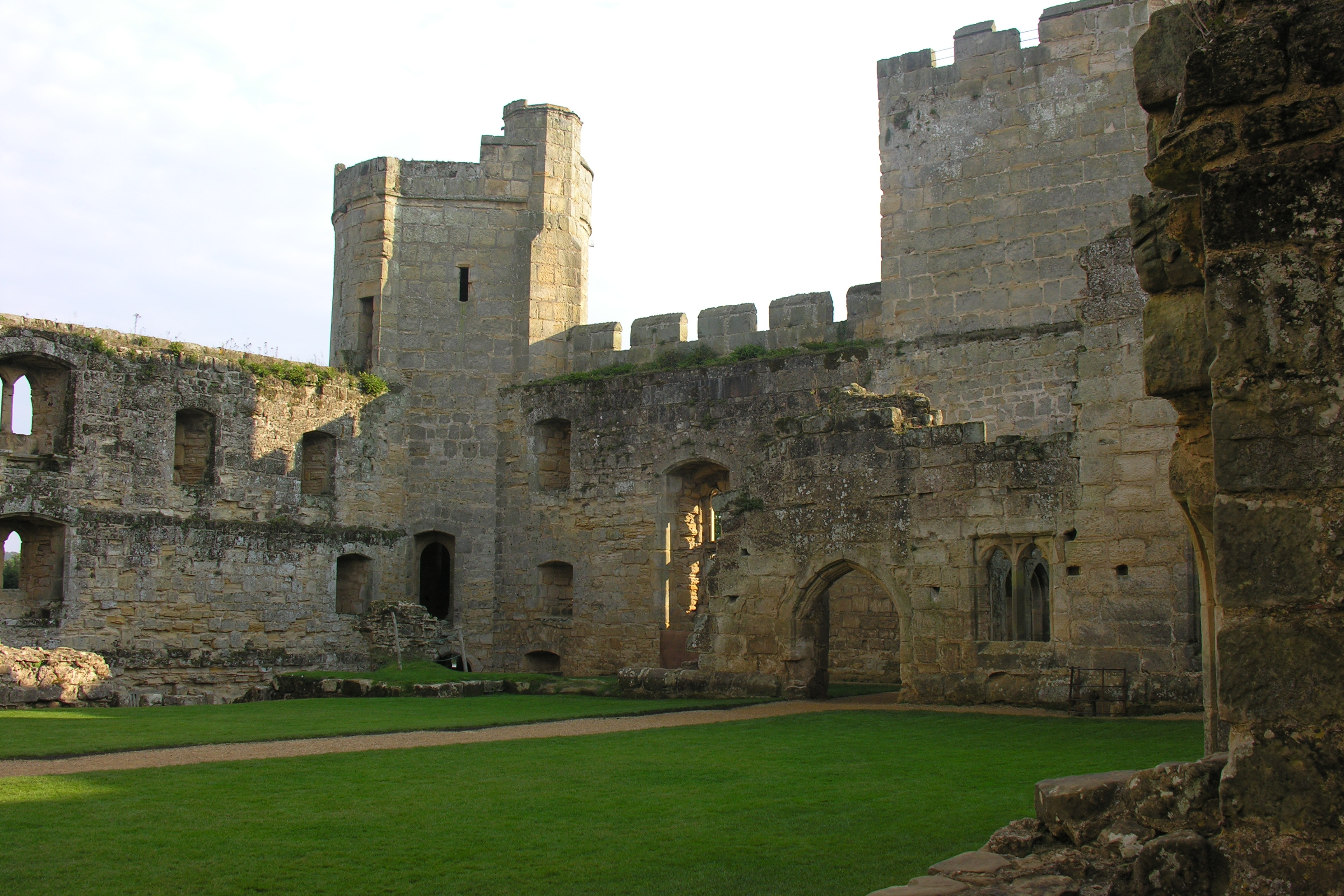